# Царевна-лягушка (картина)
«Царевна-лягушка» — картина Виктора Васнецова на тему из русских народных сказок, написанная в 1918 году.

## Создание и судьба картины
«Царевна-лягушка» стала частью цикла «Поэма семи сказок», задуманного Васнецовым в 1880-х — 1890-х годах. Материал для неё художник почерпнул из русской народной сказки о лягушке, которая превращается в прекрасную девушку и становится достойной женой для царевича. Он изобразил тот момент, когда лягушка, впервые превратившаяся в человека, приезжает на пир, чтобы пройти третье испытание, придуманное царём для своих невесток. Царевна танцует, маша платочком, играют музыканты, а на заднем плане виден пруд, на противоположном берегу которого крестьяне водят хоровод. Таким образом, Васнецов создаёт атмосферу сказочного крестьянского праздника.
Картина была закончена в 1918 году. Она хранилась в семье Васнецова, а в 1951 году была передана в Третьяковскую галерею.